# Въоръжени сили на Судан
Суданските народни въоръжени сили представляват 105-хилядна армия, включваща редовна пехота, ограничен брой бунтовнически войски, и малобройни военновъздушни сили и артилерийски корпус.
От дълго време са снабдени с остаряла техника. В последно време приходите от нефт позволяват на страната да закупи по-модерна техника, като вертолети Ми-24 и изтребители МиГ-23. Страната разполага и с малобройна военноморска флотилия.